# Zwieselberg
Zwieselberg es una comuna suiza del cantón de Berna, situada en el distrito administrativo de Thun. Limita al norte con las comunas de Amsoldingen y Thun, al este con Spiez, al sur con Reutigen, y al oeste con Höfen bei Thun.
Hasta el 31 de diciembre de 2009 situada en el distrito de Thun.